# Fußball-Europameisterschaft 2016/Slowakei
Dieser Artikel behandelt die slowakische Nationalmannschaft bei der Fußball-Europameisterschaft 2016 in Frankreich. Für die Slowakei war es die erste Teilnahme als eigenständige Nation. Slowakische Spieler waren aber Teil der  tschechoslowakischen Nationalmannschaft, die zwischen 1960 und 1992 dreimal teilgenommen hatte.

## Qualifikation

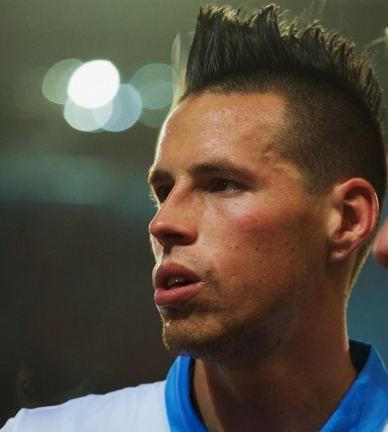
Marek Hamšík, bester slowakischer Torschütze in der Qualifikation

Die Slowakei absolvierte die Qualifikation zur Europameisterschaft in der Gruppe C und traf dabei auf Titelverteidiger Spanien, mit dem sich die Slowaken lange einen Kampf um Platz 1 lieferten und dem sie am 9. Oktober 2014 die erste Niederlage in einem Qualifikationsspiel seit Oktober 2006 beifügten. Nach sechs Siegen in Folge, durch die sie auf Platz 1 lagen, verloren sie dann aber das Rückspiel in Spanien und auch die nächsten beiden Spiele wurden nicht gewonnen. Mit einem Sieg in Luxemburg sicherten sie sich aber am letzten Spieltag die direkte Qualifikation als Gruppenzweiter. Dabei erzielten sie in der ersten Halbzeit drei Tore innerhalb von sechs Minuten, gerieten aber in der zweiten Halbzeit noch einmal in Bedrängnis. Erst in der Nachspielzeit machte Marek Hamšík dann alles klar und die erste EM-Qualifikation perfekt. Marek Hamšík war mit insgesamt fünf Treffern auch bester Torschütze der Mannschaft. Insgesamt setzte Trainer Ján Kozák, der 1980 für die Tschechoslowakei bei deren letzter EM-Teilnahme spielte, 26 Spieler ein, von denen aber nur Marek Hamšík und Torhüter Matúš Kozáčik in allen zehn Spielen eingesetzt wurden.
In der FIFA-Weltrangliste verbesserten sich die Slowaken von Platz 48 auf Platz 27.

### Spiele
Alle Resultate aus slowakischer Sicht.
| Datum      | Spielort                                      | Gegner         | Ergebnis  | Torschützen |
| ---------- | --------------------------------------------- | -------------- | --------- | --- |
| 08.09.2014 | Olympiastadion, Kiew (UKR)                    | Ukraine        | 1:0 (1:0) | 1:0 Róbert Mak (17.) |
| 09.10.2014 | Štadión pod Dubňom, Žilina                    | Spanien        | 2:1 (1:0) | 1:0 Juraj Kucka (17.), 1:1 Paco Alcácer (82.), 2:1 Miroslav Stoch (87.)                                                                               |
| 12.10.2014 | Baryssau-Arena, Baryssau (BLR)                | Belarus        | 3:1 (0:0) | 1:0 Marek Hamšík (65.), 1:1 Timofei Kalachev (79.), 2:1 Marek Hamšík (84.), 3:1 Stanislav Šesták (90.+1')                                             |
| 15.11.2014 | Philip-II-Arena, Skopje (MKD)                 | Nordmazedonien | 2:0 (2:0) | 1:0 Juraj Kucka (25.), 2:0 Adam Nemec (38.) |
| 27.03.2015 | Štadión pod Dubňom, Žilina                    | Luxemburg      | 3:0 (3:0) | 1:0 Adam Nemec (10.), 2:0 Vladimír Weiss (21.), 3:0 Peter Pekarík (40.)                                                                               |
| 14.06.2015 | Štadión pod Dubňom, Žilina                    | Nordmazedonien | 2:1 (2:0) | 1:0 Kornel Saláta (8.), 2:0 Marek Hamšík (38.) |
| 05.09.2015 | Estadio Nuevo Carlos Tartiere, Oviedo (ESP)   | Spanien        | 0:2 (0:2) | 0:1 Jordi Alba (5.), 0:2 Iniesta (30./Elfmeter) |
| 08.09.2015 | Štadión pod Dubňom, Žilina                    | Ukraine        | 0:0       | |
| 09.10.2015 | Štadión pod Dubňom, Žilina                    | Belarus        | 0:1 (0:1) | 0:1 Stanislav Dragun (34.) |
| 12.10.2015 | Josy-Barthel-Stadion, Luxemburg (Stadt) (LUX) | Luxemburg      | 4:2 (3:0) | 1:0 Marek Hamšík (24.), 2:0 Adam Nemec (29.), 3:0 Róbert Mak (30.), 3:1 Mario Mutsch (61.), 3:2 Lars Gerson (65./Elfmeter), 4:2 Marek Hamšík (90.+1') |

### Tabelle
| Pl.                     | Land           | Sp. | S | U | N | Tore    | Diff. | Punkte |
| ----------------------- | -------------- | --- | - | - | - | ------- | ----- | ------ |
| 1.                      | Spanien        | 10  | 9 | 0 | 1 | 023:300 | +20   | 27     |
| 2.                      | Slowakei       | 10  | 7 | 1 | 2 | 017:800 | +9    | 22     |
| 3.                      | Ukraine        | 10  | 6 | 1 | 3 | 014:400 | +10   | 19     |
| 4.                      | Belarus        | 10  | 3 | 2 | 5 | 008:140 | −6    | 11     |
| 5.                      | Luxemburg      | 10  | 1 | 1 | 8 | 006:270 | −21   | 04     |
| 6.                      | Nordmazedonien | 10  | 1 | 1 | 8 | 006:180 | −12   | 04     |
| Stand: 12. Oktober 2015 |                |     |   |   |   |         |       |        |

## Vorbereitung
Nach dem Ende der Qualifikation spielte die Slowakei am 13. und 17. November gegen die beiden EM-Teilnehmer Schweiz in Žilina und Island in Trnava und gewann beide Spiele (3:2 und 3:1). Am 25. März reichte es in Trnava gegen die nicht für die EM qualifizierten Letten nur zu einem torlosen Remis. Vier Tage später war in Dublin EM-Teilnehmer Irland der nächste Gegner und wieder mussten sich die Slowaken mit einem Remis begnügen, diesmal nach 1:0-Führung und 1:2-Rückstand mit einem 2:2, dank eines Eigentors eines Iren.
In der unmittelbaren Vorbereitung gewannen die Slowaken zunächst am 27. Mai in Wels, Österreich gegen Georgien und am 29. Mai in Augsburg gegen Deutschland mit jeweils 3:1 und trennten sich am 4. Juni in Trnava torlos von Nordirland.

## Kader
Der vorläufige Kader mit 27 Spielern wurde von Nationaltrainer Ján Kozák am 16. Mai 2016 bekannt gegeben und am 30. Mai 2016 auf 23 Spieler reduziert. Es wurden Spieler von 20 Vereinen nominiert, die meisten vom tschechischen Meister Viktoria Pilsen (3).
| Nr.        | Name             | Verein                 | Geburts- datum | NM-Sp.   | NM-Tore  | Debüt    | Anzahl der Spiele | Tor      | Gelbe Karte | Gelb-Rote Karte | Rote Karte |
| Torhüter   | Torhüter         | Torhüter               | Torhüter       | Torhüter | Torhüter | Torhüter | Torhüter          | Torhüter | Torhüter    | Torhüter        | Torhüter   |
| ---------- | ---------------- | ---------------------- | -------------- | -------- | -------- | -------- | ----------------- | -------- | ----------- | --------------- | ---------- |
| 23         | Matúš Kozáčik    | Viktoria Pilsen        | 27. Dez. 1983  | 18       | 0        | 2006     | 4                 |          |             |                 |            |
| 01         | Ján Mucha        | Slovan Bratislava      | 5. Dez. 1982   | 46       | 0        | 2008     |                   |          |             |                 |            |
| 12         | Ján Novota       | SK Rapid Wien          | 29. Nov. 1983  | 3        | 0        | 2014     |                   |          |             |                 |            |
| Abwehr     |                  |                        |                |          |          |          |                   |          |             |                 |            |
| 04         | Ján Ďurica       | Lokomotive Moskau      | 10. Dez. 1981  | 80       | 4        | 2004     | 4                 |          | 1           |                 |            |
| 05         | Norbert Gyömbér  | AS Rom                 | 3. Juli 1992   | 13       | 0        | 2014     | 2                 |          |             |                 |            |
| 15         | Tomáš Hubočan    | FK Dynamo Moskau       | 17. Sep. 1985  | 44       | 0        | 2004     | 2                 |          |             |                 |            |
| 02         | Peter Pekarík    | Hertha BSC             | 30. Okt. 1986  | 68       | 2        | 2006     | 4                 |          |             |                 |            |
| 16         | Kornel Saláta    | Slovan Bratislava      | 24. Jan. 1985  | 37       | 2        | 2008     | 1                 |          |             |                 |            |
| 14         | Milan Škriniar   | Sampdoria Genua        | 11. Feb. 1995  | 2        | 0        | 2016     | 2                 |          |             |                 |            |
| 03         | Martin Škrtel    | FC Liverpool           | 15. Dez. 1984  | 82       | 5        | 2004     | 4                 |          | 2           |                 |            |
| 18         | Dušan Švento     | 1. FC Köln             | 1. Aug. 1985   | 40       | 1        | 2006     | 3                 |          |             |                 |            |
| Mittelfeld |                  |                        |                |          |          |          |                   |          |             |                 |            |
| 08         | Ondrej Duda      | Legia Warschau         | 5. Dez. 1994   | 12       | 2        | 2014     | 3                 | 1        |             |                 |            |
| 06         | Ján Greguš       | FK Jablonec            | 29. Jan. 1991  | 7        | 0        | 2015     | 1                 |          |             |                 |            |
| 17         | Marek Hamšík     | SSC Neapel             | 27. Juli 1987  | 88       | 18       | 2007     | 4                 | 1        |             |                 |            |
| 13         | Patrik Hrošovský | Viktoria Pilsen        | 22. Apr. 1992  | 13       | 0        | 2014     | 2                 |          | 1           |                 |            |
| 19         | Juraj Kucka      | AC Mailand             | 26. Feb. 1987  | 48       | 5        | 2008     | 4                 |          | 2           |                 |            |
| 20         | Róbert Mak       | PAOK Thessaloniki      | 8. März 1991   | 28       | 7        | 2013     | 3                 |          | 1           |                 |            |
| 22         | Viktor Pečovský  | MŠK Žilina             | 24. Mai 1983   | 32       | 1        | 2012     | 2                 |          | 1           |                 |            |
| 09         | Stanislav Šesták | Ferencváros Budapest   | 16. Dez. 1982  | 65       | 13       | 2004     | 1                 |          |             |                 |            |
| 10         | Miroslav Stoch   | Bursaspor              | 19. Okt. 1989  | 55       | 6        | 2009     | 1                 |          |             |                 |            |
| 07         | Vladimír Weiss   | al-Gharafa Sports Club | 30. Nov. 1989  | 53       | 4        | 2009     | 4                 | 1        | 1           |                 |            |
| Angriff    |                  |                        |                |          |          |          |                   |          |             |                 |            |
| 21         | Michal Ďuriš     | Viktoria Pilsen        | 1. Juni 1988   | 27       | 4        | 2012     | 3                 |          |             |                 |            |
| 11         | Adam Nemec       | Willem II Tilburg      | 2. Sep. 1985   | 23       | 6        | 2006     | 2                 |          |             |                 |            |

Trainer: Ján Kozák

### Spieler, die nur im vorläufigen Kader standen
Am 30. Mai 2016 wurden aus dem vorläufigen Kader vier Spieler gestrichen.
| Position   | Name        | Verein            | Geburts- Datum | Länderspiel- einsätze | Länderspiel- tore | Debüt |
| ---------- | ----------- | ----------------- | -------------- | --------------------- | ----------------- | ----- |
| Abwehr     | Lukáš Tesák | FK Qairat Almaty  | 8. März 1985   | 4                     | 0                 | 2015  |
| Mittelfeld | Matúš Bero  | FK AS Trenčín     | 6. Sep. 1995   | 1                     | 0                 | 2016  |
| Mittelfeld | Erik Sabo   | PAOK Thessaloniki | 22. Nov. 1991  | 9                     | 0                 | 2014  |
| Angriff    | Adam Zreľák | Slovan Bratislava | 5. Mai 1994    | 2                     | 1                 | 2013  |

Anmerkungen:
1. 1 2 3 4  Stand: 26. Juni 2016 (Quelle)

## Endrunde
Bei der Auslosung der sechs Endrundengruppen am 12. Dezember 2015 war die Slowakei in Topf 3 gesetzt und konnte daher nicht auf die ebenfalls in Topf 3 gesetzten Tschechen treffen. Bei der Auslosung wurden die Slowaken der Gruppe B mit England, Russland und Wales zu gelost, die damit die einzige Gruppe mit zwei EM-Neulingen ist. Gegen England und Russland war die Bilanz vor der EM negativ. Alle drei Spiele gegen England wurden verloren, davon zwei Spiele in der Qualifikation für die 2004 und zuletzt ein Freundschaftsspiel im März 2009. Beide werden auch in der Qualifikation für die 2018 wieder aufeinander treffen. Russland war zuvor achtmal Gegner, wobei es je zwei Siege und Remis sowie drei Niederlagen gab, zuletzt im Mai 2014. Gegen Wales gab es zuvor nur zwei Spiele, beide in der Qualifikation für die EM 2008, wobei beide beim jeweils anderen gewannen und dabei fünf Tore schossen. Die Slowakei konnte danach nur noch gegen San Marino fünf oder mehr Tore erzielen, Wales nur noch einmal fünf gegen Luxemburg.
Die Slowaken starteten mit einer 1:2-Niederlage gegen Wales, bei der sie bereits nach zehn Minuten durch einen von Gareth Bale direkt verwandelten Freistoß in Rückstand gerieten. In der 61. Minute gelang dem eine Minute zuvor eingewechselten Ondrej Duda der Ausgleich. In der 81. Minute mussten sie dann das Tor zum 1:2 durch den ebenfalls eingewechselten Hal Robson-Kanu hinnehmen. Gegen Russland waren sie die bessere Mannschaften und gingen durch Tore von Vladimír Weiss und Marek Hamšík in Führung. Zwar gelang den Russen in der 80. Minute noch der Anschlusstreffer, zu mehr waren sie aber nicht fähig. Damit glichen die Slowaken ihre Bilanz gegen die Russen aus. Mit einem torlosen Remis gegen England sicherten sie sich den dritten Gruppenplatz und trafen als bester Gruppendritter im Achtelfinale auf Deutschland, den Sieger der Gruppe C. Die Slowaken waren chancenlos und verloren mit 0:3.
Durch die EM-Spiele und ein Vorbereitungsspiel gewann die Slowakei in der FIFA-Weltrangliste zwölf Punkte und verbesserte sich um einen Platz.

### Gruppenphase
| Pl. | Land     | Sp. | S | U | N | Tore    | Diff. | Punkte |
| --- | -------- | --- | - | - | - | ------- | ----- | ------ |
| 1.  | Wales    | 3   | 2 | 0 | 1 | 006:300 | +3    | 06     |
| 2.  | England  | 3   | 1 | 2 | 0 | 003:200 | +1    | 05     |
| 3.  | Slowakei | 3   | 1 | 1 | 1 | 003:300 | ±0    | 04     |
| 4.  | Russland | 3   | 0 | 1 | 2 | 002:600 | −4    | 01     |

|                                                              |   |          |           |
| Sa., 11. Juni 2016 um 18:00 Uhr in Bordeaux                  |   |          |           |
| Wales                                                        | – | Slowakei | 2:1 (1:0) |
| Mi., 15. Juni 2016 um 15:00 Uhr in Villeneuve-d’Ascq (Lille) |   |          |           |
| Russland                                                     | – | Slowakei | 1:2 (0:2) |
| Mo., 20. Juni 2016 um 21:00 Uhr in Saint-Étienne             |   |          |           |
| Slowakei                                                     | – | England  | 0:0       |

### Achtelfinale
|                                                      |   |          |           |
| Achtelfinale So. 26. Juni 2016 um 18:00 Uhr in Lille |   |          |           |
| Deutschland                                          | – | Slowakei | 3:0 (2:0) |